# Episodi di Enciclopedia di Istanbul
La prima stagione della serie televisiva drammatica turca Enciclopedia di Istanbul (İstanbul Ansiklopedisi), composta da 8 episodi, è stata distribuita sulla piattaforma di streaming Netflix il 17 aprile 2025.
| nº | Titolo originale                                 | Titolo italiano                     | Pubblicazione Turchia | Pubblicazione Italia |
| -- | ------------------------------------------------ | ----------------------------------- | --------------------- | -------------------- |
| 1  | Alçakdam Yokuşu                                  | Discesa Alçakdam                    | 17 aprile 2025        | 17 aprile 2025       |
| 2  | Bezm-i Alem Valide Sultan Camii                  | Bezmiâlem Valide Sultan, la Moschea | 17 aprile 2025        | 17 aprile 2025       |
| 3  | Çarşanba Sokağı                                  | Via Çarşanba                        | 17 aprile 2025        | 17 aprile 2025       |
| 4  | Deniz Hastanesi                                  | Deniz, Ospedale del mare            | 17 aprile 2025        | 17 aprile 2025       |
| 5  | Emek Sineması                                    | Cinema Emek                         | 17 aprile 2025        | 17 aprile 2025       |
| 6  | Fener, Fenerler, Deniz Feneri                    | Faro                                | 17 aprile 2025        | 17 aprile 2025       |
| 7  | Galata Rıhtımı Salaşları, Tiyatro ve Meyhaneleri | Galata                              | 17 aprile 2025        | 17 aprile 2025       |
| 8  | Son Harf                                         | L'ultima lettera                    | 17 aprile 2025        | 17 aprile 2025       |